# Genere letterario
Un genere letterario è una categoria della scrittura letteraria. La letteratura viene convenzionalmente suddivisa in una molteplicità di generi detti anche forme codificate di un’espressione che ne rendono la classificazione molto più semplice e la discussione critica.
Una prima distinzione molto generale è quella tra poesia, prosa e teatro. La prima si caratterizza perché cerca di riprodurre la musicalità di un suono attraverso il ritmo, la pronuncia e l'ordine delle parole; la seconda invece non ha questa caratterizzazione, e raggruppa quindi tutte quelle opere non in versi.
Il teatro, poi, è da considerarsi una forma d'arte a parte, che spesso fonde insieme le prime due e sovente vi unisce la musica, dando origine all'opera lirica (che si fonda per la parte testuale su libretti talvolta scritti da veri e propri poeti) e, recentemente, al musical (o commedia musicale).
Nell'ambito della prosa, ci si riferisce genericamente a narrativa per un romanzo o un racconto, se non si riesce a trovargli una ben definita classificazione. Tenendo conto che all'interno delle forme narrative possono trovarsi generi spuri come quelli del fotoromanzo (letteralmente un romanzo per immagini) o delle sceneggiature (cinematografiche o televisive) che destano a volte l'attenzione, in anni recenti, del mercato editoriale.

## Storia
Nella letteratura la definizione dei generi letterari costituisce uno dei problemi più dibattuti a partire dal Rinascimento, epoca in cui fu scoperta la Poetica di Aristotele, anche se l'origine del concetto di 'genere' risale all'antica Grecia, difatti Platone effettuò le prime distinzioni tra genere mimetico (tragedia e commedia), narrativo (ditirambo e nomo), e misto (epopea).
Quindi, sin dal classicismo si sono distinti i generi in base a determinate caratteristiche, ma nell'ordine gerarchico dei generi ci sono stati dei vincoli non sempre rispettati. Secondo i canoni del classicismo per definire un genere si prende in considerazione: a) il linguaggio della scrittura b) la natura dei temi trattati.
Un'altra epoca fondamentale della storia della teoria dei generi è stata l'età romantica, quando Hegel nell'Estetica distingueva i tre generi dell'epica, della lirica e del dramma.
Partendo dalla distinzione classicistica è possibile individuare per prima cosa il linguaggio della scrittura, cioè se l'opera è composta sotto forma narrativa, quindi epica, o in forma drammatica (teatro). Anche la natura dei temi trattati contribuisce a definire il genere. Solo attraverso la combinazione di tema e forma, dunque, viene fissata l'identità del genere in modo riconoscibile. Alla riconoscibilità del tema contribuisce anche l'orizzonte d'attesa dei lettori (o ascoltatori, in caso di generi orali come l'epica teatrale).
Molti testi narrativi moderni annunciano il loro genere in un sottotitolo per orientare le scelte e le aspettative del lettore o anche per darsi uno statuto che il testo da solo non è sufficiente a rivelare.
Ci sono dei generi (romanzo o lirica) che per la loro straordinaria varietà tematica costringono lo studioso di generi a una flessibilità interpretativa.
I generi più formalizzati, come l'epica, la tragedia, la commedia, cioè quei generi che hanno una storia antica e che si sono presentati nel corso dei secoli sempre con nuove codificazioni, sono anche quelli che sono spesso serviti da modello a una trattazione normativa valida per tutti i tempi.
In ogni caso, un genere è sempre relativo al sistema letterario che lo forma e lo descrive.
Prima ancora che dai loro teorici, i generi sono definiti dagli autori; ad esempio Torquato Tasso, descrivendo le caratteristiche dell'epos (epica) classico in base alle opere di Omero e Virgilio, sottolineò, durante la composizione della sua Gerusalemme liberata, la necessità di escludere dalla scrittura epica ogni elemento della lirica che egli riconduceva al modello di Petrarca (ritenuto modello canonico assoluto).

## Classificazione
Siccome il genere letterario è di per sé un concetto mobile, assai facilmente suscettibile di cambiamenti, mescolanze, reinterpretazioni, nessuna classificazione dei moltissimi generi letterari può essere rigorosa o assoluta; tuttavia, una possibile classificazione sistematica di essi, che escluda i sottogeneri particolarmente rari, specialistici, sperimentali o ibridi, può essere la seguente, che distingue nella letteratura le tre forme di cui sopra (prosa, poesia e teatro), che si suddividono in categorie (ampi raggruppamenti di generi), a volte in sezioni (sotto-raggruppamenti di generi), generi e sottogeneri letterari; di seguito, per chiarezza, le denominazioni considerate generi in senso stretto sono indicate in grassetto:
- Prosa
  - Narrativa
    - Romanzo
      - frammento
      - storico
        - fantastoria (sottogenere talvolta misto con il fantasy)
        - ucronia (sottogenere talvolta misto con la fantascienza)
        - cappa e spada o wuxia (in ambito orientale)
        - Peplum o Sword and sandal (sottogenere talvolta misto con Cappa e Spada)

      - fantascienza
        - fantascienza tecnologica
          - Singularity Fiction
          - cyberpunk
            - postcyberpunk
            - biopunk
            - nanopunk
            - dieselpunk
            - decopunk
            - Swordpunk
            - sandalpunk
            - Rococopunk
            - nowpunk
            - steelpunk
            - raypunk
            - Dreampunk
            - Elfpunk
            - Ecopunk
            - clockpunk
            - atompunk
            - mythpunk
            - stonepunk
            - steampunk
            - solarpunk

          - space opera
            - space opera militare
            - space western (con una collocazione temporale passata rientrebbe nello steampunk)
            - xenofiction

          - apocalittico e postapocalittico
          - planetary romance e sword and planet
          - viaggi nel tempo (sottogenere talvolta presente in contesti fantasy o fantastici)
          - new wave
          - edisonata

        - fantapolitica
          - utopia
          - distopia

      - fantasy
        - high fantasy o fantasy epico
          - sword and sorcery
          - dark fantasy (può appartenere anche al sottogenere low fantasy)

        - low fantasy
        - Realismo magico
        - fantasy contemporaneo
          - urban fantasy (non necessariamente, ma solitamente, ambientato ai tempi moderni)
          - bangsian fantasy

      - romanzo d'avventura
      - romanzo di formazione
      - romanzo d'appendice
      - romanzo per ragazzi
      - romanzo dell'orrore
        - gotico

      - romanzo d'azione
      - Spy story
      - thriller (talvolta incluso nel giallo)
        - Mistery Thriller (talvolta misto con il giallo e sottogeneri)
        - Thriller psicologico
        - Thriller di spionaggio
        - Noir Thriller
        - Action Thriller
          -             - Pulp
              -                 - Crime Thriller

        - Tecnothriller (talvolta misto con la fantascienza)
        - legal thriller
        - Thriller politico
          -             - Thriller cospirativo

      - giallo
        - giallo giudiziario
        - giallo medico
        - Enigma della camera chiusa

      - noir
        -           - noir metropolitano

      - hard boiled
      - soft boiled
      - poliziesco
        -           -             - Police procedural

      - rosa
      - erotico
      - psicologico
      - umoristico
        - umorismo nero
        - satira
        - parodia

      - sociale
      - epistolare

    - Racconto
      - stessi sottogeneri del romanzo

    - Fiaba
    - Favola in prosa (sottogenere della Favola)
    - Storiografia
      - monografia
      - annali
      - cronaca
      - storia universale

    - Biografia
      - autobiografia
      - memorialistica

    - Diario

  - Divulgativa
    - Dialogo
    - Trattato
    - Saggio
    - Opuscolo
      - Libello

    - Aforisma
    - Apologia
    - Parabola
    - Manifesto
    - Emblematica
    - Epistola in prosa (sottogenere dell'Epistola)
      - privata (può rientrare nella narrativa)
      - pubblica

    - aretalogia (sottogenere della biografia)
    - agiografia (sottogenere della biografia)
    - biografia kerygmatica (sottogenere della biografia)
    - romanzo filosofico (sottogenere del romanzo)
    - romanzo d'inchiesta (sottogenere del romanzo)

  - Eloquenza
    - Oratoria
      - Oratoria epidittica
      - Oratoria giudiziaria
      - Oratoria deliberativa
- Poesia
  - Epica
    - Poema epico
      - storico
      - mitologico
      - collettivo
      - epico-cavalleresco
      - poemetto epico

    - Epillio
    - Poema eroicomico
      - poemetto eroicomico

  - Didascalica
    - Poema didattico-allegorico
      - poemetto didattico-allegorico

    - Poema didascalico
      - poemetto didascalico

    - Poema sapienziale
      - poemetto sapienziale

    - Profezia
    - favola in versi (sottogenere della Favola)
    - epistola filosofica in versi (sottogenere dell'Epistola)

  - Lirica
    - lirica monodica
      - Elegia
      - Giambo
        - Cinedio
        - Meliambo

    - lirica corale
      - Ditirambo
      - Encomio
      - Epicedio
      - Epinicio
      - Epitalamio
      - Imeneo
      - Inno
      - Iporchema
      - Nomo
      - Partenio
      - Peana
      - Prosodio
      - Scolio
      - Treno

    - Preghiera
    - Lauda
    - Poesia bucolica
    - Satira
    - Sonetto
    - Canzone
      - petrarchesca
      - libera

    - Capitolo
    - Carme
    - Ode
    - Madrigale
    - Ballata
    - Poemetto lirico
    - Centone
    - Verso libero
    - Calligramma
    - Epistola lirica (sottogenere dell'Epistola)
- Teatro
  - Teatro di prosa
    - Tragedia (in età antica rientra nel teatro di musica)
    - Commedia (in età antica rientra nel teatro di musica)
    - Mimo prosastico (sottogenere del Mimo)

  - Teatro di musica
    - Opera
      - opera seria
      - opera buffa
      - operetta
      - farsa

    - Mimo lirico (sottogenere del Mimo)
      - mimiambo
      - ilarodia
      - magodia
      - Musicale (genere presente solo nel teatro moderno, chiamato "opera" in quello classico)

A sé vanno infine considerati due particolari generi, che mescolano in maniera diversa poesia e prosa: il prosimetro, che alterna brani di prosa a componimenti poetici (Es. la Vita Nova di Dante Alighieri) e la prosa lirica, ossia una prosa che, pur non seguendo le regole della metrica, adotta le finalità e le modalità espressive della poesia lirica (Es. il Notturno di Gabriele D'Annunzio).

## Biografie, saggi, cronache
L'idea di realizzare storie sui personaggi famosi o più noti di un determinato periodo storico è abbastanza antica e radicata nel costume del genere umano. Qualunque potente ha prima o poi pensato bene di realizzarsi o farsi realizzare delle cronache della propria vita. Nel primo caso si parla di autobiografia, se l'autore è differente dal personaggio di cui si parla, ci si riferisce, invece, ad una biografia.
Pur se i generi non sono molto vicini, si può parlare, anche in questa sede, dei saggi, ovvero di quelle opere che trattano, in maniera più o meno accademica, a seconda della scelta dell'autore, di vari argomenti. Si potranno distinguere tra diversi tipi di saggi: scientifici, filosofici, musicali.
In un certo senso rientrano nella definizione di saggi, le cronache, intese non solo come cronache giornalistiche, ma anche storiche, genere nel quale fu maestro il condottiero romano Giulio Cesare.

## Il fantastico
Sotto la dicitura del fantastico si possono raggruppare una grande schiera di generi differenti. Si può iniziare a parlare di letteratura fantastica o di fantasia sin dai tempi degli antichi egizi, con i loro racconti mitici. Nella stessa classe (Mitologia) vanno anche i racconti sulle divinità greche, romane, asgardiane, indiane, pellirosse.
Si parla però di fantastico solo con la fiaba e la favola: in origine erano racconti per lo più dell'orrore fruibili quasi esclusivamente dagli adulti, per il fatto stesso che, a differenza dei bambini, la loro fantasia doveva essere stuzzicata. Col tempo questi sono diventati generi per l'infanzia, ma i primi racconti e leggende su mostri, orrori indicibili, fantasmi e quant'altro sono ancora oggi considerati classici del genere fantastico, che a sua volta si suddivide in vari sottogeneri.
Secondo Cvetan Todorov (La letteratura fantastica) il genere fantastico è un genere spurio. Il fantastico si muove sempre tra meraviglioso e perturbante (o strano), il primo essendo la narrazione dove elementi irreali sono presenti nella storia senza che la loro sussistenza crei problemi epistemologici agli attanti; il secondo è invece quella narrazione dove il momento di incertezza ("è vero o è falso quello che sto vedendo?") si risolve con una riaffermazione dei principi realistici. Da questo punto di vista un maestro del genere fantastico può essere considerato Jorge L. Borges.
La rigidità della definizione di Todorov verrà poi messa in discussione con l'avvento del postmodernismo e della mescidazione che ne seguì.

### Fantascienza
La fantascienza è probabilmente il genere più noto al grande pubblico. Benché sia vivo il dibattito sulle sue origini, si considera per lo più nascere dal romanzo fantastico-avventuroso (Jules Verne) e congetturale a sfondo sociale (H. G. Wells) a cavallo tra Otto e Novecento e trova negli anni trenta-quaranta negli Stati Uniti il suo periodo d'oro.
L'esperienza del "non quotidiano", in questo tipo di letteratura, non è da ricollegarsi alla magia o al mistero, ma a fatti scientificamente possibili, agli effetti di teorie o tecnologie plausibili anche se non ancora scoperte. Nascono quindi, come variazione a questa semplice definizione di base, vari tipi di fantascienza, sottogeneri e filoni, come ad esempio la space opera o il cyberpunk. Tra i sottogeneri principali la fantascienza hard o classica (caratterizzato dall'interesse per il dettaglio e l'accuratezza scientifica), in contrapposizione alla soft o sociologica che si è diffusa soprattutto a partire dagli anni sessanta con il filone New Wave.
Padri del genere fantascientifico – o più precisamente del romanzo scientifico – sono considerati, tra gli altri, Jules Verne e H. G. Wells; anche le avventure del planetary romance alla Edgar Rice Burroughs hanno avuto una notevolissima influenza sulle opere successive; alcuni tra gli autori di fantascienza più noti sono Isaac Asimov, Philip K. Dick, Frank Herbert, Ray Bradbury.
Tra i numerosi generi affini a quello fantascientifico, tanto da venirne considerato un sottogenere, vi è la fantapolitica, incentrata su immaginari o ipotetici avvenimenti politici in grado di cambiare il destino del mondo. Se racconta un presente o passato alternativo, si parla di ucronia; quando va a descrivere società ideali - un genere assai antico - si parla di utopia, o all'opposto se descrive sviluppi oscuri e indesiderabili è distopia, come nel romanzo 1984 di George Orwell. Un popolare sottogenere della fantascienza è a sua volta quello catastrofico, apocalittico o postapocalittico, spesso collegato a previste guerre nucleari; in una sua variante l'attenzione è riposta, anziché sull'esito di guerre, su scenari di collasso ecologico oppure della fine delle risorse non rinnovabili, o ancora in eventi cosmici che mettono a rischio il pianeta. Nel postapocalittico invece la catastrofe è un antefatto e i personaggi si muovono in un mondo radicalmente cambiato.

### Fantasy
Il genere fantasy è, nell'uso comune, quello più legato al fantastico, pur se nell'uso italiano ne identifica un semplice comparto. È, tra tutti i generi fantastici, quello più legato alla letteratura mitica, alle fiabe e alle favole, in cui la magia e gli eventi inspiegabili sono una parte importante nella vicenda.
Il fantasy nasce alla metà del XIX secolo con le opere di alcuni autori inglesi quali George MacDonald, Lord Dunsany, William Morris, nonché Rudyard Kipling, H. Rider Haggard ed Edgar Rice Burroughs. 
Negli anni venti il genere fantastico con influssi horror e soprannaturali divenne molto popolare negli Stati Uniti in riviste pulp come Weird Tales, attraverso l'opera di autori che ne praticano un sottogenere "epico-avventuroso" il cui autore più famoso è senza dubbio Robert E. Howard, il creatore del personaggio di Conan il barbaro.
Alla fine degli anni quaranta il fantasy riceve nuova linfa in Gran Bretagna, particolarmente grazie a due amici e colleghi dell'università di Oxford: Tolkien, autore de Il Signore degli Anelli e di C. S. Lewis (Le cronache di Narnia), tuttora molto popolari e imitati.
Sotto la spinta di questi autori, dagli anni sessanta molti autori rimettono mano al genere, non di rado ibridandolo con la fantascienza e l'horror. Tra i tantissimi ricordiamo almeno Marion Zimmer Bradley, che riscrive la sagra arturiana da un punto di vista femminista, ma anche Tanith Lee, Michael Moorcock, Patricia A. McKillip, Rick Riordan, Roger Zelazny, David Eddings (Il ciclo del Belgariad) e moltissimi altri.
In tempi successivi autori come Robert Jordan (La Ruota del Tempo) e George R. R. Martin (Cronache del ghiaccio e del fuoco), nonché classici della letteratura per ragazzi Michael Ende (La storia infinita e Momo), sono considerati ispirazione della vitalità del genere.
Tra i sottogeneri più popolari vi è il fantasy umoristico che ha avuto in Terry Pratchett l'autore più noto con la sua serie di romanzi del Mondo Disco, ambientata in un universo parodistico.

### Romanzo gotico
Il primo passo, però, verso la letteratura dell'orrore e del mistero è la letteratura gotica. Se i racconti di streghe e fantasmi sono da considerarsi i primi esempi stilistici di tale genere, le sue origini sono però da porsi con Il castello di Otranto (1764) di Horace Walpole e I misteri di Udolpho (1794) di Ann Radcliffe. Da lì in poi molti autori si sono cimentati con questa particolare forma di espressione: tra i principali la scrittrice Mary Shelley con il suo Frankenstein e Bram Stoker, il cui romanzo più famoso, Dracula, è anche considerato uno degli ultimi, se non l'ultimo, romanzo gotico. Una citazione allora la merita anche John William Polidori, che con il suo racconto Il vampiro ha dato origine al mito letterario del vampiro (di cui Dracula è il più illustre esempio), che ancora oggi affascina i lettori di tutto il mondo. Nella categoria del romanzo gotico vengono spesso classificati tutti quei romanzi che parlano di creature mostruose, come appunto Frankenstein o Il Golem. Uno degli esponenti contemporanei di questo genere di letteratura è considerato l'italiano Valerio Evangelisti. Grande notorietà per le sue storie di streghe e vampiri ha oggi Anne Rice.

### Romanzi dell'orrore
Il passo successivo è la letteratura horror o dell'orrore, un genere che, da un lato ha 
attirato il nostro lato morboso e macabro, e dall'altro respinto proprio a causa della paura, sentimento su cui si basa il genere.
I padri dell'orrore, coloro che, in un certo senso, ne hanno dettato le fondamenta e le leggi con le loro opere sono Edgar Allan Poe e Howard Phillips Lovecraft. Da qui in poi l'orrore ha marciato spedito, raccogliendo consensi e un sempre maggiore seguito. Tra gli autori contemporanei quello di maggior successo commerciale è Stephen King.

## Giallo
Il giallo è un genere di narrativa di successo nato verso la metà dell'Ottocento. L'oggetto fondamentale del genere giallo è il crimine e il mistero, e le relative indagini per scoprirne il colpevole. Viene normalmente distinto dagli altri generi letterari, ma i confini sono spesso molto labili. Il genere principale è a sua volta diviso in diversi sottogeneri (anch'essi dai confini non sempre ben delineati), come il giallo classico, il giallo storico, il poliziesco, il noir, fino ai più specifici legale e medico.
Il termine "giallo" si deve al colore della collana  Il Giallo Mondadori, ideata da Lorenzo Montano e pubblicata da Arnoldo Mondadori a partire dal 1929.

### Hard boiled
Il sottogenere hard boiled rientra nel genere poliziesco o detective fiction e si distingue dal giallo deduttivo per una rappresentazione realistica del crimine, della violenza e del sesso (in una chiave solitamente pulp).
I romanzi del genere hard boiled sono solitamente ambientati in un contesto metropolitano e collocati nel primo periodo del XX secolo.
Il classico detective hard boiled solitamente non si limita a risolvere i casi, come fanno le loro controparti più tradizionali, ma affronta il pericolo e rimane coinvolto in scontri violenti.

## Epica
La letteratura epica è il primo genere letterario di cui si ha notizia, nella cultura occidentale – Iliade e Odissea – come in altre culture, ad esempio il Gilgameš babilonese o il Mahābhārata indiano. A questo genere di letteratura appartengono anche poemi come Gerusalemme liberata di Torquato Tasso. La definizione del genere epico, vista la larga distribuzione sia diacronica che diatopica, è difficile. Per J.B. Hainsworth, ad esempio, "l'epica prende avvio quando" il mito (spesso fondativo), la narrazione genealogica, la saga epidittica (quella che tramanda "la vittoria e i panegirici per celebrarla") "si fondono nella forma metrica e nel modo narrativo della poesia eroica" (Epica, Firenze, La Nuova Italia 1997, pag. 7). In generale, tratti abbastanza diffusi sono, a livello di discorso, l'eterodiegesi e l'extradiegesi e la focalizzazione zero relativamente al modo. A livello contenutistico incontriamo spesso racconti di guerra, intrecciati con miti fondativi. La presenza del sovrannaturale è un altro elemento costante, così come la secca dicotomia buono-cattivo, come nella Chanson de Roland: "i pagani hanno torto e i cristiani ragione".
Si può inserire in questo genere letterario anche il moderno fantasy epico (high fantasy) de Il Silmarillion di J. R. R. Tolkien, maestosa opera che riassume tutto lo spirito del fantasy, ma sotto forma di un imponente corpus mitologico, di carattere quasi biblico, che comprende in sé aspetti della mitologia nordica e dell'epica cavalleresca.
Un'altra specie di moderno romanzo epico è il romanzo western, ambientato nel vecchio West ottocentesco.

## Altri generi di narrativa
Tra i generi più popolari non si possono dimenticare i romanzi di avventura e i romanzi storici, né tanto meno i romanzi d'appendice, un genere popolare che trae la sua origine dai feuilleton francesi.
La satira, genere che affonda le sue origini nella letteratura latina, si mescola spesso con l'umorismo.
Come letteratura per ragazzi si classificano tutti quei romanzi e racconti generalmente rivolti a un pubblico dall'età dell'adolescenza in giù o quelli considerati classici, come Jules Verne o Emilio Salgari, maestri del romanzo d'avventura.